# Liptovské Beharovce
Liptovské Beharovce este o comună slovacă, aflată în districtul Liptovský Mikuláš din regiunea Žilina. Localitatea se află la altitudinea de 634 m deasupra n.m., se întinde pe o suprafață de 1,99 km2 și în 2017 număra 74 de locuitori.

## Istoric
Localitatea Liptovské Beharovce este atestată documentar din 1231.

## Demografie
| An:                | 1994 | 2004    | 2014    | 2024    |
| ------------------ | ---- | ------- | ------- | ------- |
| Număr de persoane: | 52   | 59      | 71      | 90      |
| Diferență:         |      | +13,46% | +20,33% | +26,76% |

| An:                | 2023 | 2024   |
| ------------------ | ---- | ------ |
| Număr de persoane: | 84   | 90     |
| Diferență:         |      | +7,14% |